# Ратгаус
48°12′37″ пн. ш. 16°21′19″ сх. д. / 48.2104° пн. ш. 16.3554° сх. д.
«Ратгаус» (нім. Rathaus) — станція Віденського метрополітену, розміщена на лінії U2 між станціями «Шоттентор-Універзітет» і «Фолькстеатер». Відкрита 8 жовтня 1966 року як станція швидкісного трамвая (як Фридрих-Шмідт-плац) і 30 серпня 1980 року як станція метро. З травня 2021 року по грудень 2024 року була закрита на реконструкцію у зв'язку з планованим відкриттям лінії U5, до якої має відійти станція.
Розташована на межі 1-го і 8-го районів Відня, біля віденської ратуші.